# Antrocephalus tongguensis
Antrocephalus tongguensis är en stekelart som beskrevs av Mao-Ling Sheng 1986. Antrocephalus tongguensis ingår i släktet Antrocephalus och familjen bredlårsteklar. Inga underarter finns listade i Catalogue of Life.